# Spalax zemni
Spalax zemni là một loài động vật có vú trong họ Spalacidae, bộ Gặm nhấm. Loài này được Erxleben mô tả năm 1777.